# Pterolobium lacerans
Pterolobium lacerans là một loài thực vật có hoa trong họ Đậu. Loài này được (Roxb.) Wight & Arn. miêu tả khoa học đầu tiên năm 1834.